# 氷川神社 (練馬区豊玉南)
氷川神社（ひかわじんじゃ）は、東京都練馬区豊玉南二丁目にある神社。通称「中新井の氷川さま」。地名を冠して豊玉氷川神社（とよたまひかわじんじゃ）とも称される。

## 文化財
氷川神社の旧拝殿
江戸時代後期の建造物。練馬区登録有形文化財（昭和63年（1988年）登録）。1928年（昭和3年）に現在地に移転し、改造して神楽殿とした。現在は、奉納された絵馬が納められ、額殿（がくでん）と呼ばれている。屋根は、母屋を切妻造とし、その四方に庇をふきおろして一つの屋根とした入母屋造で、鉄板吹き。
氷川神社の力石
参道脇の石碑の前に並べられた8つの石。練馬区登録有形民俗文化財（平成4年（1992年）登録）。楕円形の川原石。江戸時代後期から明治時代にかけて、関東地方の若者たちが力試しに使ったものと伝えられる。石には村名と重量が記され、五五貫（約200kg）と刻まれている石もある。
氷川神社の神輿
練馬区登録有形文化財。平成9年度登録。

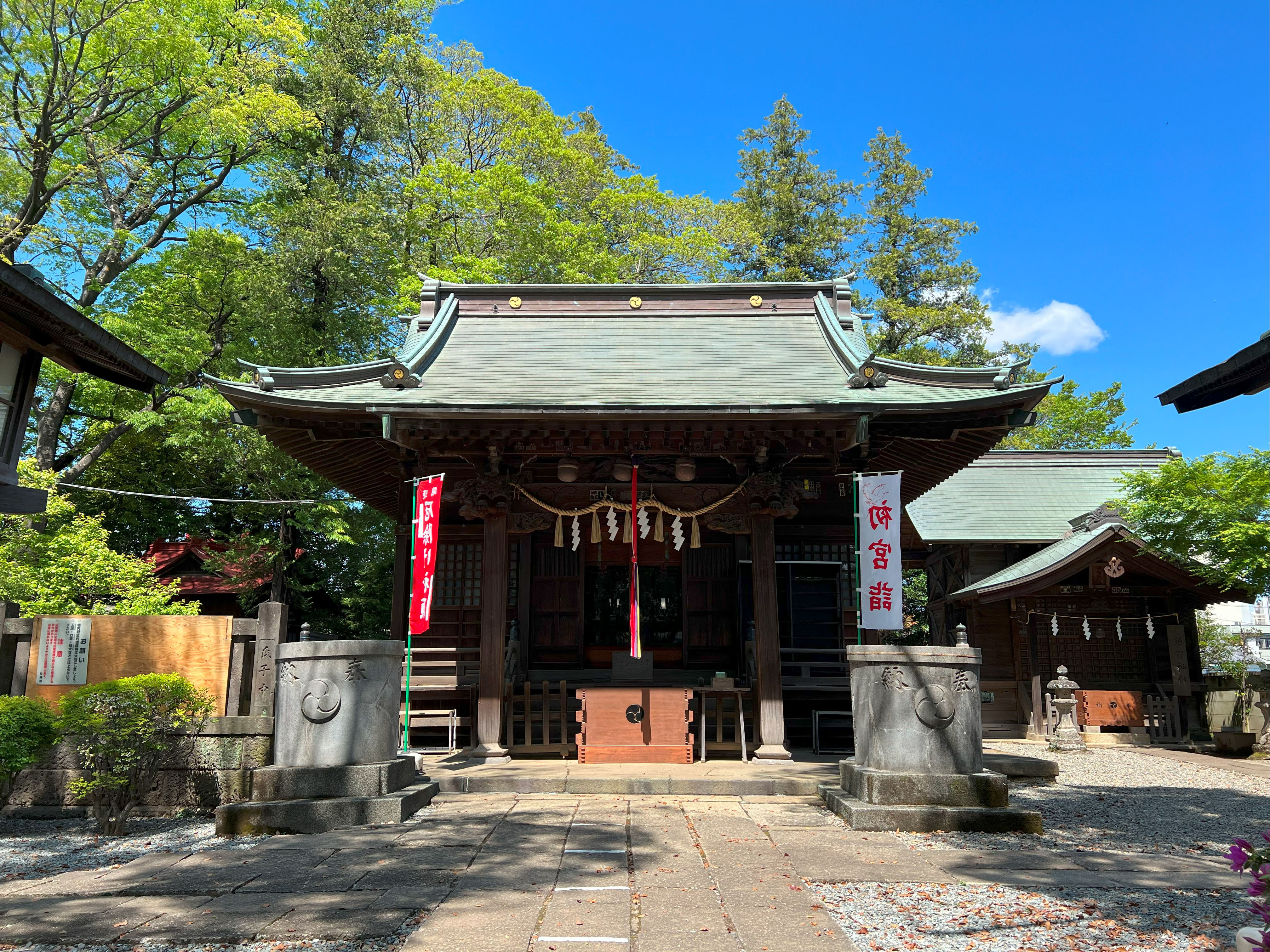
拝殿
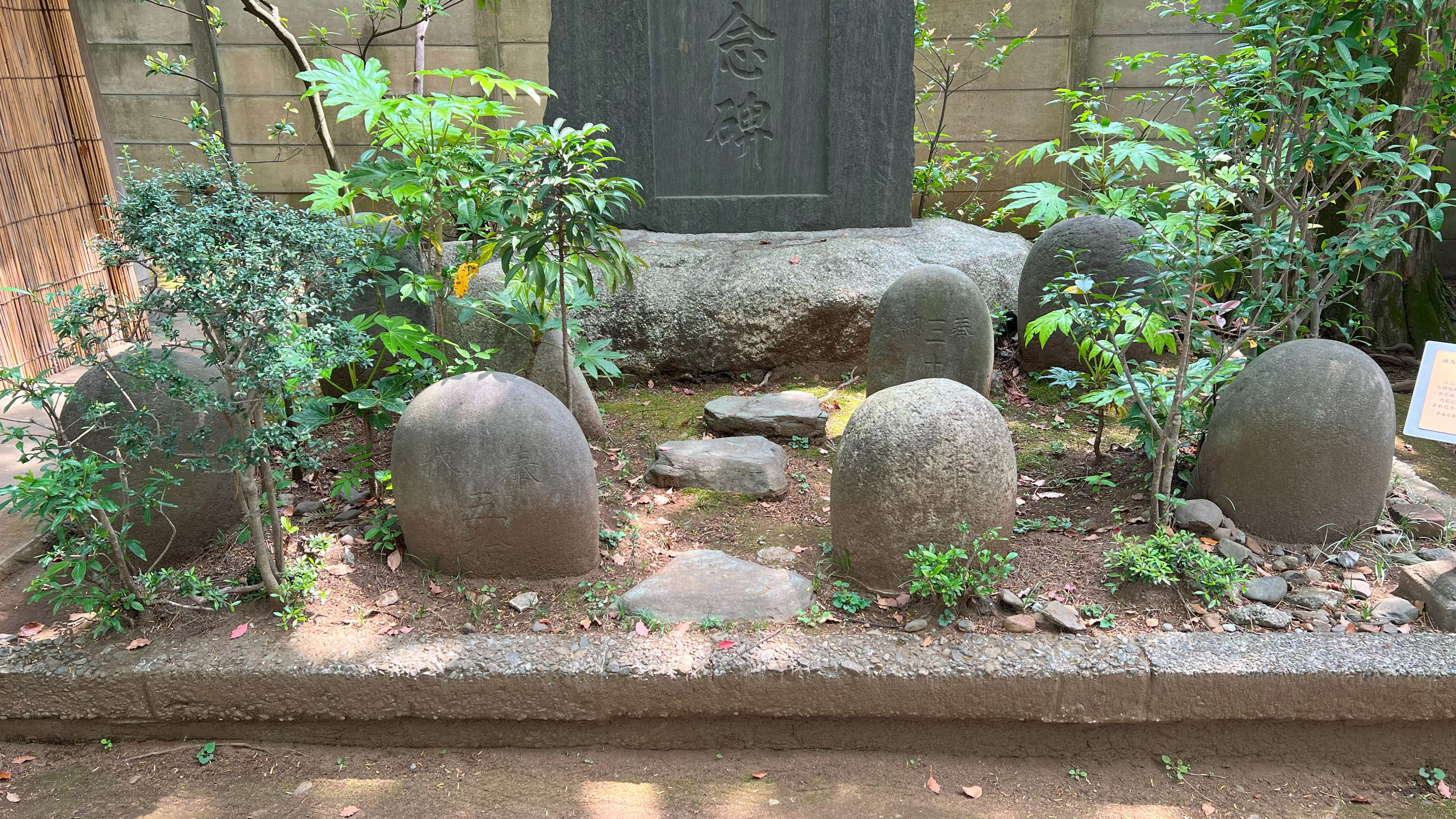
力石
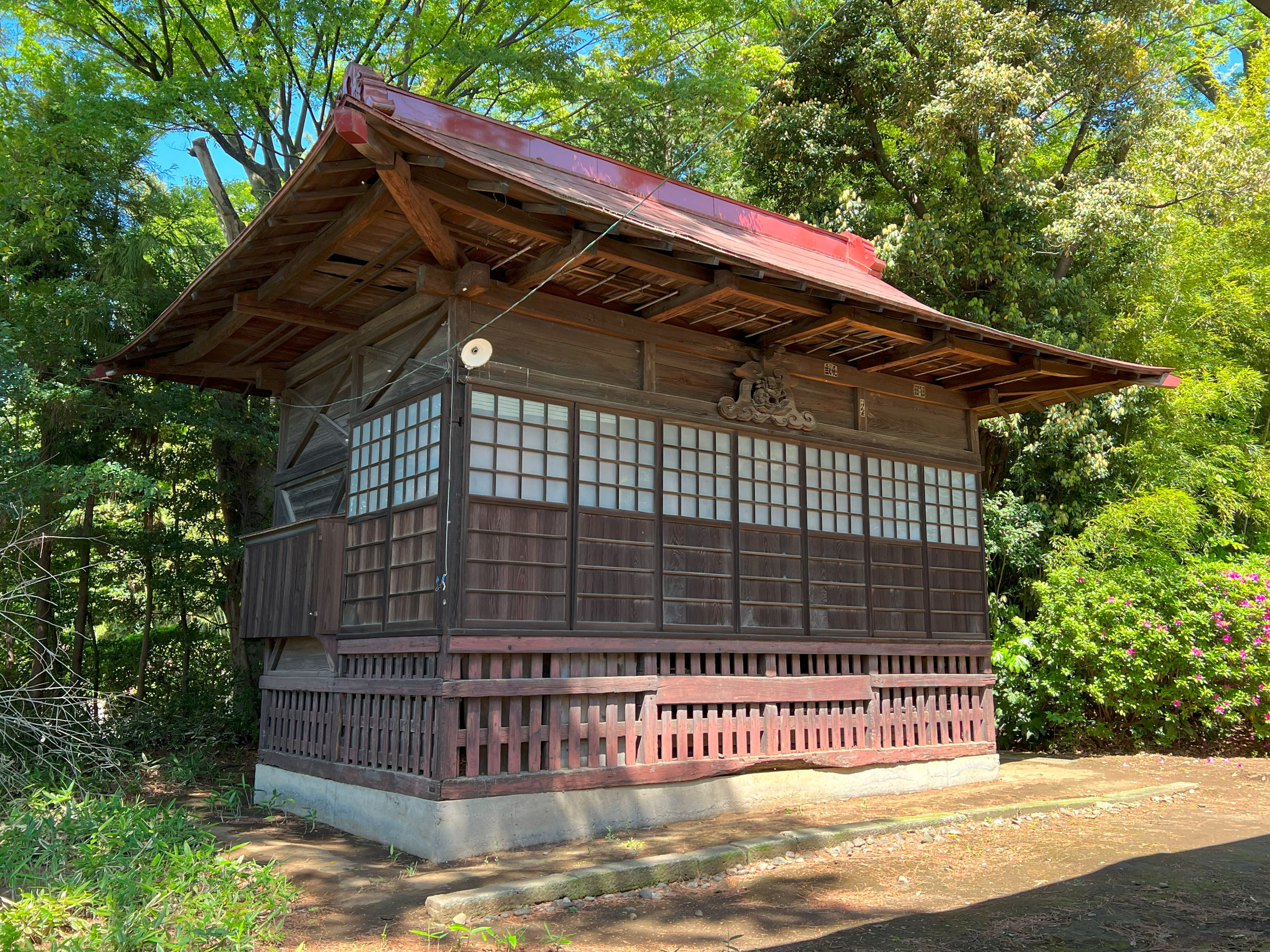
旧拝殿

## その他
- 水盤 - 天明4年（1784年稲荷神社前）と文化13年（1816年 北野天満神社前）造立
- 笠付庚申塔 - 正徳元年（1711年）と同5年（1715年）造立
- 神輿 - 江戸時代末期造

## 関連文献
- 「中荒井村 氷川社」『新編武蔵風土記稿』 巻ノ13豊島郡ノ5、内務省地理局、1884年6月。NDLJP:763977/39。